# Fernand Raux
Pour les articles homonymes, voir Raux.
Fernand Jérôme Urbain Raux est un haut fonctionnaire français, né le 25 mai 1863 à Vendémian (Hérault) et mort à Nice le 23 février 1955.
Fernand Raux repose au cimetière de Popian, aux côtes de son épouse Jane Gadilhe et de ses parents : Marie Laval et Etienne Raux, premier adjoint au Maire de la Ville de Montpellier de 1904 à 1908 puis de 1908 à son décès en 1915, sous la mandature du Docteur Paul Pezet.

## Biographie
Son père est instituteur, puis directeur des services pénitentiaires (Ain, Loire, Rhône) et directeur régional. Il est aussi adjoint au maire de la ville de Montpellier de 1904 à son décès en 1915.
Il fait ses études aux lycées de Nîmes, Marseille, Dijon et Lyon. Licencié en droit, le 18 novembre 1887. Exempté du service militaire.
- 1er mai 1889 : Chef de cabinet de Gustave Chadenier, préfet du Var.
- 1er octobre 1893 : Chef de cabinet du Préfet de l'Ardèche.
- 16 novembre 1895 : Sous-préfet de Bourganeuf.
- 13 juin 1897 : secrétaire général de la Préfecture de la Creuse.
- 13 septembre 1897 : Sous-préfet de Vouziers.
- 21 octobre 1898 : Sous-préfet de Montargis.
- 26 novembre 1898 : Mis en disponibilité sur sa demande.
- 20 janvier 1899 : Sous-préfet de Montargis.
- 2 février 1905 :  Sous-préfet de Riom.
- 14 février 1905 : Mis en disponibilité sur sa demande.
- 16 mars 1906 : Chef adjoint de cabinet du ministre de l’Intérieur Georges Clemenceau .
- 30 juin 1906 : Préfet du Var.
- 25 mai 1909 : Préfet de l’Oise. Il est muté dans l'Oise où il restera huit années, dont trois marquées par la Première Guerre mondiale. Lors de l'invasion du département, il demeure à son poste à Beauvais, ce qui lui vaudra la citation suivante publiée dans l'Officiel le 24 janvier 1915 : « Malgré l'ordre de repliement qui lui avait été adressé par l'autorité militaire, est demeuré à son poste jusqu'au retour des troupes françaises. A réussi à assurer l'administration de son département alors que l'ennemi était à proximité immédiate. »[2].
- 23 novembre 1917 : Préfet de police de Paris. Il crée en 1921 la première section moto de la police nationale. Remplacé et nommé
- 13 mai 1921 : Ministre plénipotentiaire.
- 1er juillet 1921 : Président de la délégation française à la Commission des réparations.
- 1922 : Délégué français à l’office central de restitution de Wiesbaden[3].

## Décorations
- Chevalier de la Légion d'honneur[4] (décret du 19 février 1906).
- Officier de la Légion d'honneur[4] (décret du 13 juillet 1918).